# Synandwakia hozawai
Synandwakia hozawai is een zeeanemonensoort uit de familie Andvakiidae.
Synandwakia hozawai is voor het eerst wetenschappelijk beschreven door Uchida in 1932.